# Yeşildirek SK
Yeşildirek Gençlik ve Spor Kulübü ist ein türkischer Fußballverein des Istanbuler Stadtviertels Yeşildirek. Ihre Heimspiele tragen die Gelb-Grünen in einem Bezirksstadion aus. Der Verein spielte in den 1950er und 1960er Jahren insgesamt zwei Spielzeiten in der Süper Lig und befindet sich in der Ewigen Tabelle der Süper Lig auf dem 60. Platz.

## Geschichte
Yeşildirek SK wurde 1951 als ein Bezirksverein gegründet und spielte in den unteren Istanbuler Amateurligen. Im Sommer 1961 qualifizierte sich der Verein für die Teilnahme an der neu eingeführten, landesweit ausgetragenen höchsten Spielklasse, der heutigen Süper Lig. Hier spielte der Verein zwei Jahre lang und war eine feste Größe im damaligen türkischen Fußball. Im Sommer 1963 stieg man in die zweithöchste Spielklasse, die heutige TFF 1. Lig, ab. Verstärkt durch die Gründung zahlreicher anatolischer Mannschaften, die regional zunehmend erstarkten, verlor der Klub an Bedeutung. Nachdem Yeşildirek 1965 in die 3. Liga abstieg, geriet er vollends in Vergessenheit und hat seither den Charakter eines Bezirksvereins. 1984/83 erlebte man ein kurzes Wiedererstarken und schaffte es in die TFF 3. Lig, damals die dritthöchste Spielklasse, stieg aber nach drei Spielzeiten wieder ab.

## Ligazugehörigkeit
- 1. Liga: 1961–1963
- 2. Liga: 1963–1965
- 3. Liga: 1970–1972, 1984–1987

- Ungeklärt sind die  Ligazugehörigkeiten, die nicht angegeben sind.

## Ehemalige bekannte Spieler
- Tamer Kaptan